# Primulina tabacum
Genre
Espèce
Primulina tabacum est une espèce de plantes à fleurs dicotylédones de la famille des Gesneriaceae, originaire de Chine. C'est l'unique espèce du genre Primulina (genre monotypique).